# Povećanje penisa
Povećanje penisa ili „uvećanje muškosti” je bilo koja aktivnost ili primenjena metoda (tehnika) koja ima za cilj povećanje veličine ljudskog penisa ili muškog polnog uda. Neke metode imaju za cilj da povećaju samo ukupnu dužinu, druge obim, a treće veličinu glavića. U tu svrhu koriste se razne tehnike i sredstva koje uključuju primenu — pilula, hormona, masaže, istezanja, naduvavanja, rezanja, injekcija i ugradnju implantate. Dok su neke tehnike lažne, druge mogu biti donekle efikasne, a ponekad i sa visokim rizikom od komplikacija.
Neke hirurške metode imaju najviše dokaza o efikasnosti, dok druge imaju prilično česte komplikacije, ponekad i teške, uključujući ožiljke koji na kraju dovode do skupljanja penisa ili erektilne disfunkcije. Neinvazivne metode koje naučno nisu dovoljno istražene u većini slučajeva nemaju jasne dokaze o efikasnosti, iako neki naučni dokazi podržavaju određene aktivnosti vezane za uvećanje penisa produženom vučom. Neki alternativni proizvodi mogu poboljšati erekciju penisa, što potrošači tih proizvoda pogrešno shvataju kao povećanje penisa.
Zbog velikog rizika i nesigurnosti, medicinski profesionalci su generalno skeptični u pogledu povećanja penisa i smatraju da treba izbegavati ove pokušaje. Tačno je da lekari tretiraju mikropenise kao medicinsko stanje, međutim, operativni tretman, smatraju opravdan samo ako se radi o poboljšanju narušene mokraćne ili seksualne funkcije.
Većina muškaraca koji traže povećanje penisa imaju zapravo normalnu veličinu polnog uda, a mnogi mogu patiti od dismorfni poremećaj penisa, zbog potcenjivanja i pogrešne procene veličine sopstvenog penisa.

## Fiziologija penisa
Penis je polni organ koji je sastavljen od tri cilindrična tela erektilnog tkiva (sunđerasto tkivo koje je puno sitnih krvnih sudova) po celoj dužini organa. Erekcija nastupi kada telo počne slati veće količine krvi u penis preko prethodno raširenih arterija, a ta krv napuni cilindrična sunđerasta područja. Kada se cilindrična tela napune krvlju, stvaraju pritisak na krvne sudove koji odvode krv iz penisa, što dovodi do toga da u penis dolazi više krvi nego što iz njega izlazi. Zato on postaje uvećan i tvrd.
Pomoću posebnih tehnika moguće je uticati na povećan protok krvi u penisa, kako bi se time uticalo na njegovu veličinu.

## Opšte informacije
Gotovo da ne postoji muškarac na svetu koji bar jednom u životu nije poželeo da mu je penis bar oko dva santimetra duži ili nešto deblji. Međutim, nakon više od jednog veka, generalno sumnjivih i ponekad „ludačkih” pokušaja uvećanja penisa, naučna medicina još uvek ne može mnogo toga u ovoj oblasti da uradi. 
Naravno, postoji  mnogo opcija — pilule za penis, kreme, brutalne vežbe istezanja, uređaji sa strašnim izgledom i hirurgija penisa. Ali skoro ništa od toga ne radi uspešno, i može naneti štetu. Često ovi pristupi imaju skromne koristi i ozbiljne nuspojave, najčešće u vidu ozbiljnih seksualnih disfunkcija. Na tu temu jedan od najrealnijih odgovora daje stručnjak iz ove oblasti dr Michael O'Leary, iz bolnice u Bostonu za portal WebMD:
Verujte mi, da sam znao kako sigurno i efikasno povećati veličinu penisa, bio bih milijarder...ali ja to ne znam...niko ne zna!
Ipak, zdrav razum ne sprečava momke opsednute veličinom penisa da neprekidno i uporno pokušavaju da vrlo skromnim i raznim tretmanima na vitalnom delu svoje anatomije — uvećaju polni ud — iako time ozbiljno i mnogo rizikuju u tom nastojanju.

## Koliki je penis?
Tipičan penis u erekciji obično je dugačak 9,7 — 12,24 cm, a normalno je  dug 5,16 — 8,7 cm, mada postoji više varijacija u veličini mlohavih penisa..
Neki momci imaju zaista manji penis od toga. U retkim slučajevima, genetika i hormonski problemi uzrokuju stanje koje se naziva mikropenija - u kojoj je penis u erekciji ispod 7,62 cm. Ponekad Pejroniejeva bolest ili hirurgija karcinoma prostate može smanjiti veličinu muškog uda.
Brojne studije pokazuju da većina muškaraca koji traže povećanje penisa u proseku imaju zadovoljavajući ud. Oni samo u svojoj glavi misle da su im penisi ispod proseka, jer je iz gornje perspektive, veoma teško proceniti veličinu sopstvenog penisa - jer gledajući na dole, ima se loš ugao. Na to utiče i prekomerna telesna težina, na šta ukazuje dr Jennifer Berman, urologinja sa Beverli Hilsu i koautorica knjige „Tajne seksualno zadovoljne žene”.
Mnogi muškarci koji misle da imaju mali penis imaju prekomernu težinu. Gubitak težine će otkriti više od te skrivene osovine koja je zakopana ispod trbuha. To zapravo ne povećava vašu veličinu, ali će izgledati tako. Za dečake koji bi radije hirurški zahvat nego jesti manje, liposukcija masnog jastučića oko penisa može dati rezultate. Ipak, efekti nisu trajni - ako ne menjate svoje navike u ishrani, vaš penis će se još jednom utopiti u vaš trbuh, kao hrid na plimi. Gubitak telesne težine će otkriti više od te skrivene osovine koja je zakopana ispod trbuha. To zapravo ne povećava vašu veličinu, ali će izgledati tako.
Psihologija takođe igra važnu ulogu. Neki muškarci srednje veličine penisa postaju opsednuti idejom da im je on premali. Postoji čak i psihijatrijska dijagnoza: „poremećaj veličine penisa” (lat. penile dysmorphic disorder). To stanje je slično perceptivnoj distorziji anoreksičara koji misle da su debeli bez obzira na to koliko su vitki. 

## Metode
U neke od nedokazanih opcija povećanje veličine penisa spadaju.

### Vakuum pumpa za penis
Vakuum pumpa za penis je cilindrična naprava od stakla ili plastike koji različitim metodama isisava vazduh. Upotrebljava se tako što se prvo penis stavi u ovu napravu, a potom se on izlaže vakuum, kako bi se u njega dodatno uvukla krv, čineći ga uspravnijim i malo većim. Zatim se u korenu penisa čvrstim prstenom vrši njegovo stezanje - da bi se sprečio povratak krvi u telo. 
Iako se ova metoda ponekad koristi kao tretman za erektilnu disfunkciju, nije dokazano da zapravo povećava veličinu penisa.
Nedostaci
- Efekat traje samo dok je postavljen prsten.
- Ako se uređaj koristite više od 20 do 30 minuta, može doći do oštećenja tkiva penisa.

### Dželking (muža) penisa
Dželking (eng. jelqing — prirodni džel-king) koji ponekad nosi pežorativni naziv „muža", (jer dočarava mužu mleka kod krave), je prirodni pokušaj povećanja penisa, sličan masturbaciji. Ovom tehnikom muškarac stiskanjem i udaranjem svog polnog uda „pokušava da ga prisili” da poveća protok krvi ka glaviću i time hipotetički dobije veću dužinu i obim uda.
Iako se veruje se da ova metoda potiče sa područja drevnog Bliskog Istoku, veliku popularnost u svetu stekla je zahvaljujući brojnim sajtovima na internetu.
Način izvođenja
Dželking se izvodi tako što se kažiprstom i palcem oblikujući (prsten) stiska malo jače koren penisa. Sa početkom od korena penisa, polako se povlači („muze”) penis prema glaviću, tako da se za 2-4 sekunde dosegne početak glavića. Kada se dosegne početak glavića penisa, levom rukom (ili desnom, u zavisnosti kojom je aktivnost započeta) obrazuje se isti prsten palcem i kažiprstom i počinje da se povlači penis na gore („muze”) kao u početnoj radnji sa desnom rukom.
Postupk se ponavlja od 2 do 4 puta, tako da se promenom ruke i ritmičnim pokretima („muženja”) dodirujući sve delove penisa osim samog glavića, obavlja ova vežba u trajanju 3-5 minuta.
Ovakva masaža se ne radi u toku potpune erekcije iz bezbednosti.
Dželking u kombinaciji sa drugim vežbama

”U kombinaciji sa različitim vežbama istezanja koje ciljaju na ligamente penisa i njegove tunicu, dželking i njegove brojne varijante čine osnovu ove rutine, koja može uključivati i do 300 vežbi dnevno. Da bi ove vežbe bile korisne one se moraju zasnivati na regenerativnim svojstvima ligamenata, mišića i tetiva, pa prema mišljenju stručnjaka...
da bi se nešto stalno produžavalo mora postojati neki lom u kovalentnim vezama kolagena. Ovo zahteva mnogo vremena; pa tako, neki muškarci navode dobitke za samo mesec dana, dok neki „robovi svojih penisa, nakon godinu dana ili više, ostaju bez ikakvog značajnog napretka.
Nedostaci
- Veliki napori da se penis uveća može desenzibilizirati i čak izobličiti telo penisa.
- Pojava bola, iritacije kože penisa,
- Stvaranja ožiljaka i tromboze u krvnim sudovima penisa.

Prema tome rizik od neželjenih efekata dželkinga daleko nadmašuje svaku potencijalnu korist koja se može dobiti njenom primenom.

### Istezanje tegovima
Težine ili vežbe istezanja neće povećati penis - jer penis nije mišić, već kavernozno telo. Ali, viseći utezi mogu mlohavi penis malo da rastegnu, ali se često od pojedinac zahteva čudan stepen posvećenosti. 
"Možda ćete morati da nosite težinu vezanu za vaš penis osam sati dnevno tokom šest meseci"...na kraju, možete biti dovoljno srećni da dobijete oko pola inča (1,27 cm).
Nedostaci
Kidanje tkiva, pucanje krvnih sudova, hematomi i drugi problemi.

### Upotreba suplemenata
Upotreba raznih suplementa, (masti i krema) u načelu ne daje rezultate.

## Hirurgija
Hirurško povećavanje penisa, zasniva se na primeni komplikovanog i rizičnog operativnog postupka, kojim se muški polni organ uvećava u širinu ili u dužini. Postoji nekoliko metoda hirurškog povećanja muškog polnog organa.
Imajući u vidu da se u proseku od 30 do 50% penisa nalazi u telu vezano za pubičnu kost jedna od hirurških metoda produženja penisa (ligamentoloza), zasnovana je na tome da se prvo oslobodi fundiformni suspenzorni ligament i potom povežu erektilna tela penisa sa pubičnom kosti. Time se obezbeđuje da se deo penisa koji je bio uvučen unutar tela, oslobodi, kako bi penis u celini gledano postao duži za oko 2-3 cm. 
Rezultati
Rezultati intervencije zavise od nekoliko faktora:
- početne veličine penisa — utiče na to da se operacijom dobija veća razlika u dužini kod pacijenata sa većim penisom jer se u telu nalazi više tkiva koje se intervencijom može osloboditi nego kod pacijenata sa manjim penisom.
- količine masnog tkiva u pubičnoj regiji — ukoliko pacijent ima više masnog tkiva u pubičnoj regiji, ono prikriva veći deo penisa i time umanjuje rezultat lečenja. Zato se često radi i i liposukcija ove regije.

Nedostaci
- Visoka cenu intervencije,
- Dugotrajni oporavak.
- Postupak je dosta rizičan jer nakon operacije može doći do erektilne disfunkcije nakon koje pacijent postaje privremeno ili trajno nesposoban za normalan snošaj.[15]
- Gojenjem i nakupljanjem masnog tkiva u pubičnoj regiji može se anulirati operacijom dobijeno produžewje penisa, pa se kod takvih pacijenata preporučuje povremena liposukcija pubične regije.[16]

## Spoljašnje veze
- Povećanje penisa - www.stetoskop.info

|  | Molimo Vas, obratite pažnju na važno upozorenje u vezi sa temama iz oblasti medicine (zdravlja). |